# Klára Killermann
Klára Killermann   (Tatabánya, 23 de juny de 1929 - 16 de juliol de 2012) fou una nedadora hongaresa, especialista en braça, que va competir durant les dècades de 1940 i 1950.
El 1952 va prendre part en els Jocs Olímpics d'Estiu de Hèlsinki, on fou quarta en els 200 metres braça del programa de natació. Quatre anys més tard, als Jocs de Melbourne, fou cinquena en la mateixa prova. La tercera i darrera participació en uns Jocs fou el 1960, a Roma, on disputà dues proves programa de natació. Fou sisena en els 4x100 metres estils, mentre en els 200 metres braça quedà eliminada en sèries.
En el seu palmarès destaquen una medalla de bronze en els 200 metres braça al Campionat d'Europa de natació de 1954, on fou superada per l'alemanya Ursula Happe i la danesa Jytte Hansen.